# 도쿄도 교통국 10-000형 전동차
도쿄 도 교통국 10-000형 전동차(일본어: 東京都交通局10-000形電車)는 1978년부터 2018년까지 운행 했던 도쿄 도 교통국 도영 지하철 신주쿠 선의 전동차이다.
이 차량은 게이오 전철 게이오 선과의 직결 운행에 투입할 목적으로 제작되었다.

## 같이 보기
- 도쿄 도 교통국 10-300형 전동차
- 게이오 전철 6000계 전동차
- 게이오 전철 9000계 전동차
- 서울교통공사 2000호대 초퍼제어 전동차